# بخش گودیری
بخش گودیری (به لاتین: Goudiry Department) یک منطقهٔ مسکونی در سنگال است که در Tambacounda Region واقع شده‌است. بخش گودیری ۱۶٬۰۹۰ کیلومتر مربع مساحت و ۱۱۴٬۸۴۷ نفر جمعیت دارد.